# Hardoi
Hardoi är en stad i den indiska delstaten Uttar Pradesh, och är administrativ huvudort för distriktet Hardoi. Staden hade 126 851 invånare vid folkräkningen 2011, med förorter 197 029 invånare.